# Йоан Антиохийски
Йоан Антиохийски (на гръцки: Ιωάννης της Αντιόχειας; Johannes von Antiochia) е късноантичен историк – хронист от 7 век.
Произлиза от сирийската столица Антиохия на Оронт.
Той е образован и работил вероятно в имперското управление.
В началото на 7 век той пише, вероятно в Константинопол, Световна хроника (Historia chronike; Ιστορία Χρονική), в която описва събитията от „Създаването на света“ до започването на управлението на император Ираклий през 610 г., от която са запазени фрагменти.

## Издания
- Sergei Mariev (Hrsg.), Ioannis Antiocheni fragmenta quae supersunt. Corpus fontium historiae Byzantinae 47. Berlin-New York 2008. Mark Whittow, Bryn Mawr Classical Review, 2009.12.06: Rezension.
- Umberto Roberto (Hrsg.), Ioannis Antiocheni Fragmenta ex Historia Chronica. Introduzione, edizione critica e traduzione. Berlin 2005. Bruno Bleckmann, Göttinger Forum für Altertumswissenschaft 9 (2006) 1071-1075: Rezension.